# Slovakien i olympiska sommarspelen 2008
Slovakien i olympiska sommarspelen 2008 bestod av 57 idrottare som blivit uttagna av Slovakiens olympiska kommitté.

## Badminton
- Huvudartikel: Badminton vid olympiska sommarspelen 2008
- Herrar

| Namn          | Gren   | 32-delsfinal | 16-delsfinal                      | 8-delsfinal      | Kvartsfinal      | Semifinal        | Final            | Final            |
| Namn          | Gren   | Resultat     | Resultat                          | Resultat         | Resultat         | Resultat         | Resultat         | Plats            |
| ------------- | ------ | ------------ | --------------------------------- | ---------------- | ---------------- | ---------------- | ---------------- | ---------------- |
| Eva Sládeková | Singel |              | \|(4) Wang Chen (HKG) L 21-7 21-7 | Gick inte vidare | Gick inte vidare | Gick inte vidare | Gick inte vidare | Gick inte vidare |

## Bordtennis
- Huvudartikel: Bordtennis vid olympiska sommarspelen 2008
- Singel, damer

| Idrottare   | Gren   | Grundomgång                | Omgång 1                | Omgång 2             | Omgång 3             | Omgång 4             | Kvartsfinal          | Semifinal            | Final                |
| Idrottare   | Gren   | Motståndare Resultat       | Motståndare Resultat    | Motståndare Resultat | Motståndare Resultat | Motståndare Resultat | Motståndare Resultat | Motståndare Resultat | Motståndare Resultat |
| ----------- | ------ | -------------------------- | ----------------------- | -------------------- | -------------------- | -------------------- | -------------------- | -------------------- | -------------------- |
| Eva Ódorová | Singel | Priscila Tommy (VAN) W 4-0 | Petra Lovas (HUN) W 4-2 | Gao Jun (USA) L 2-4  | Gick inte vidare     | Gick inte vidare     | Gick inte vidare     | Gick inte vidare     | Gick inte vidare     |

## Brottning
- Huvudartikel: Brottning vid olympiska sommarspelen 2008

| Tävlande       | Gren                        | Kvalifikation           | 1/8 Final               | Kvartsfinal            | Semifinal                | Återkval 1           | Återkval 2           | Final                     | Placering |
| Tävlande       | Gren                        | Motståndare Resultat    | Motståndare Resultat    | Motståndare Resultat   | Motståndare Resultat     | Motståndare Resultat | Motståndare Resultat | Motståndare Resultat      | Placering |
| -------------- | --------------------------- | ----------------------- | ----------------------- | ---------------------- | ------------------------ | -------------------- | -------------------- | ------------------------- | --------- |
| David Musuľbes | Fristil, supertungvikt      |                         | Siewari (NGR) W 3-0 6-0 | Aubéli (HUN) W 2-1 2-0 | Taymazov (UZB) L 0-1 0-1 |                      |                      | Rodríguez (CUB) W 4-0 4-2 |           |
| Attila Bátky   | Grekisk-romersk, mellanvikt | Estrada (CUB) L 0-4 0-5 | Gick inte vidare        | Gick inte vidare       | Gick inte vidare         | Gick inte vidare     | Gick inte vidare     | Gick inte vidare          |           |

## Cykling
- Huvudartikel: Cykling vid olympiska sommarspelen 2008

### Landsväg
| Cyklist      | Gren      | Tid              | Placering |
| ------------ | --------- | ---------------- | --------- |
| Roman Broniš | Linjelopp | DNF              | DNF       |
| Ján Valach   | Linjelopp | 6:34:26 (+10:37) | 62        |
| Matej Jurčo  | Linjelopp | DNF              | DNF       |
| Matej Jurčo  | Tempolopp | 1:07:52 (+5:41)  | 29        |

## Friidrott
- Huvudartikel: Friidrott vid olympiska sommarspelen 2008

Förkortningar
- Noteringar – Placeringarna avser endast löparens eget heat
- Q = Kvalificerad till nästa omgång
- q = Kvalificerade sig till nästa omgång som den snabbaste idrottaren eller, i fältgrenarna, via placering utan att uppnå kvalgränsen.
- NR = Nationellt rekord
- N/A = Omgången ingick inte i grenen
- Bye = Idrottaren behövde inte delta i denna omgång

Herrar
Bana och landsväg
| Idrottare      | Gren       | Heat     | Heat      | Semifinal        | Semifinal        | Final            | Final            |
| Idrottare      | Gren       | Resultat | Placering | Resultat         | Placering        | Resultat         | Placering        |
| -------------- | ---------- | -------- | --------- | ---------------- | ---------------- | ---------------- | ---------------- |
| Miloš Bátovský | 50 km gång | i.u.     | i.u.      | i.u.             | i.u.             | 4:06:30          | 35               |
| Peter Korčok   | 50 km gång | i.u.     | i.u.      | i.u.             | i.u.             | DNF              | DNF              |
| Jozef Repčík   | 800 m      | 1:48.64  | 5         | Gick inte vidare | Gick inte vidare | Gick inte vidare | Gick inte vidare |
| Matej Tóth     | 20 km gång | i.u.     | i.u.      | i.u.             | i.u.             | 1:23:17          | 26               |
| Kazimír Verkin | 50 km gång | i.u.     | i.u.      | i.u.             | i.u.             | 4:21:26          | 47               |

Fältgrenar
| Idrottare         | Gren          | Kval    | Kval      | Final            | Final            |
| Idrottare         | Gren          | Distans | Placering | Distans          | Placering        |
| ----------------- | ------------- | ------- | --------- | ---------------- | ---------------- |
| Libor Charfreitag | Släggkastning | 76.61   | 10 q      | 78.65            | 6                |
| Milan Haborák     | Kulstötning   | 19.32   | 30        | Gick inte vidare | Gick inte vidare |
| Peter Horák       | Höjdhopp      | 2.15    | 34        | Gick inte vidare | Gick inte vidare |
| Miloslav Konopka  | Släggkastning | 71.96   | 23        | Gick inte vidare | Gick inte vidare |
| Dmitrij Vaľukevič | Tresteg       | 17.08   | 14        | Gick inte vidare | Gick inte vidare |

Kombinerade grenar – Tiokamp
| Idrottare         | Gren     | 100 m | LJ   | SP    | HJ   | 400 m | 110H  | DT    | PV   | JT    | 1500 m  | Final | Placering |
| ----------------- | -------- | ----- | ---- | ----- | ---- | ----- | ----- | ----- | ---- | ----- | ------- | ----- | --------- |
| Slaven Dizdarevič | Resultat | 11.16 | 7.02 | 13.97 | 1.96 | 52.02 | 15.61 | 39.86 | 4.00 | 43.58 | 4:51.42 | 7021  | 24        |
| Slaven Dizdarevič | Poäng    | 825   | 818  | 727   | 767  | 724   | 777   | 662   | 617  | 494   | 610     | 7021  | 24        |

Damer
Bana & landsväg
| Idrottare       | Gren       | Heat     | Heat      | Semifinal        | Semifinal        | Final            | Final            |
| Idrottare       | Gren       | Resultat | Placering | Resultat         | Placering        | Resultat         | Placering        |
| --------------- | ---------- | -------- | --------- | ---------------- | ---------------- | ---------------- | ---------------- |
| Miriam Bobková  | 100 m häck | 13.65    | 8         | Gick inte vidare | Gick inte vidare | Gick inte vidare | Gick inte vidare |
| Lucia Klocová   | 800 m      | 1:59.42  | 3 Q       | 1:58.80          | 3                | Gick inte vidare | Gick inte vidare |
| Zuzana Malíková | 20 km gång | i.u.     | i.u.      | i.u.             | i.u.             | 1:34:33 SB       | 32               |
| Zuzana Tomas    | Maraton    | i.u.     | i.u.      | i.u.             | i.u.             | 2:49:39          | 67               |

Fältgrenar
| Idrottare        | Gren          | Kval  | Kval      | Final            | Final            |
| Idrottare        | Gren          | Längd | Placering | Längd            | Placering        |
| ---------------- | ------------- | ----- | --------- | ---------------- | ---------------- |
| Jana Velďáková   | Längdhopp     | NM    | –         | Gick inte vidare | Gick inte vidare |
| Dana Velďáková   | Tresteg       | NM    | –         | Gick inte vidare | Gick inte vidare |
| Martina Hrašnová | Släggkastning | 72.87 | 4 Q       | 71.00            | 8                |

## Gymnastik
- Huvudartikel: Gymnastik vid olympiska sommarspelen 2008

### Artistisk gymnastik
Damer
| Gymnast        | Gren | Kval    | Kval    | Kval    | Kval    | Kval   | Kval      | Final            | Final            | Final            | Final            | Final            | Final            |
| Gymnast        | Gren | Redskap | Redskap | Redskap | Redskap | Totalt | Placering | Redskap          | Redskap          | Redskap          | Redskap          | Totalt           | Placering        |
| Gymnast        | Gren | F       | V       | UB      | BB      | Totalt | Placering | F                | V                | UB               | BB               | Totalt           | Placering        |
| -------------- | ---- | ------- | ------- | ------- | ------- | ------ | --------- | ---------------- | ---------------- | ---------------- | ---------------- | ---------------- | ---------------- |
| Ivana Kováčová | Barr | i.u.    | i.u.    | 12.500  | i.u.    | 12.500 | 79        | Gick inte vidare | Gick inte vidare | Gick inte vidare | Gick inte vidare | Gick inte vidare | Gick inte vidare |
| Ivana Kováčová | Bom  | i.u.    | i.u.    | i.u.    | 12.350  | 12.350 | 81        | Gick inte vidare | Gick inte vidare | Gick inte vidare | Gick inte vidare | Gick inte vidare | Gick inte vidare |

## Judo
Herrar
| Idrottare        | Gren                    | Inledande omgång        | Sextondelsfinal      | Åttondelsfinal       | Kvartsfinal          | Semifinal            | Återkval 1           | Återkval 2           | Återkval 3           | Final / BM           | Final / BM |
| Idrottare        | Gren                    | Motståndare Resultat    | Motståndare Resultat | Motståndare Resultat | Motståndare Resultat | Motståndare Resultat | Motståndare Resultat | Motståndare Resultat | Motståndare Resultat | Motståndare Resultat | Placering  |
| ---------------- | ----------------------- | ----------------------- | -------------------- | -------------------- | -------------------- | -------------------- | -------------------- | -------------------- | -------------------- | -------------------- | ---------- |
| Zoltán Pálkovács | Halv tungvikt (-100 kg) | Costa (ARG) L 0100–0110 | Gick inte vidare     | Gick inte vidare     | Gick inte vidare     | Gick inte vidare     | Gick inte vidare     | Gick inte vidare     | Gick inte vidare     | Gick inte vidare     |            |

## Kanotsport
Slalom
| Peter Cibák                           | Herrarnas K-1 slalom | 86.26 | =11 | 86.69 | 11 | 172.95 | 11 Q | 89.41 | 12  | Gick inte vidare | Gick inte vidare | Gick inte vidare | Gick inte vidare |
| Michal Martikán                       | Herrarnas C-1 slalom | 85.13 | 1   | 85.02 | 3  | 170.15 | 1 Q  | 88.92 | 1 Q | 87.73            | 1                | 176.65           | 1                |
| Pavol Hochschorner Peter Hochschorner | Herrarnas C-2 slalom | 93.69 | 1   | 93.04 | 2  | 186.73 | 1 Q  | 94.88 | 2 Q | 95.94            | 2                | 190.82           | 1                |
| Elena Kaliská                         | Damernas K-1 slalom  | 94.34 | 4   | 91.85 | 1  | 186.19 | 1 Q  | 97.13 | 1   | 95.51            | 1                | 192.64           | 1                |

Sprint
| Kanotist                                                   | Gren                 | Heat     | Heat      | Semifinal | Semifinal | Final            | Final            |
| Kanotist                                                   | Gren                 | Tid      | Placering | Tid       | Placering | Tid              | Placering        |
| ---------------------------------------------------------- | -------------------- | -------- | --------- | --------- | --------- | ---------------- | ---------------- |
| Marián Ostrčil                                             | Herrarnas C-1 500 m  | 1:55.911 | 6 QS      | 1:58.401  | 8         | Gick inte vidare | Gick inte vidare |
| Marián Ostrčil                                             | Herrarnas C-1 1000 m | 4:00.191 | 3 QS      | 4:03.696  | 5         | Gick inte vidare | Gick inte vidare |
| Michal Riszdorfer Richard Riszdorfer Juraj Tarr Erik Vlček | Herrarnas K-4 1000 m | 2:57.876 | 1 QF      | BYE       | BYE       | 2:56.593         | 2                |
| Ivana Kmeťová Martina Kohlová                              | Damernas K-2 500 m   | 1:47.284 | 7 QS      | 1:46.380  | 7         | Gick inte vidare | Gick inte vidare |

## Segling
Herrar
| Seglare       | Gren | Lopp | Lopp | Lopp | Lopp | Lopp | Lopp | Lopp | Lopp | Lopp | Lopp | Lopp | Summerad poäng | Finalplacering |
| Seglare       | Gren | 1    | 2    | 3    | 4    | 5    | 6    | 7    | 8    | 9    | 10   | M*   | Summerad poäng | Finalplacering |
| ------------- | ---- | ---- | ---- | ---- | ---- | ---- | ---- | ---- | ---- | ---- | ---- | ---- | -------------- | -------------- |
| Patrik Pollák | RS:X | 26   | 30   | 25   | 30   | 23   | 28   | 31   | 29   | 28   | 24   | EL   | 243            | 30             |

M = Medaljlopp; EL = Eliminerad – gick inte vidare till medaljloppet;

## Simning
- Huvudartikel: Simning vid olympiska sommarspelen 2008

## Skytte
- Huvudartikel: Skytte vid olympiska sommarspelen 2008

## Tennis
| Spelare                             | Gren       | Omgång 1                       | Omgång 2                               | Åttondelsfinaler          | Kvartsfinaler     | Semifinaler       | Final / BM        | Final / BM       |
| Spelare                             | Gren       | Motståndare Poäng              | Motståndare Poäng                      | Motståndare Poäng         | Motståndare Poäng | Motståndare Poäng | Motståndare Poäng | Placering        |
| ----------------------------------- | ---------- | ------------------------------ | -------------------------------------- | ------------------------- | ----------------- | ----------------- | ----------------- | ---------------- |
| Dominik Hrbatý                      | Herrsingel | Bellucci (BRA) W 2–6, 6–4, 6–2 | Blake (USA) L 6–7, 6–4, 3–6            | Gick inte vidare          | Gick inte vidare  | Gick inte vidare  | Gick inte vidare  | Gick inte vidare |
| Dominika Cibulková                  | Damsingel  | Parmentier (FRA) W 6–1, 7–5    | Pironkova (BUL) W 6–2, 6–2             | Janković (SRB) L 5–7, 1–6 | Gick inte vidare  | Gick inte vidare  | Gick inte vidare  | Gick inte vidare |
| Daniela Hantuchová                  | Damsingel  | Sugiyama (JPN) W 6–2, 7–5      | Wozniacki (DEN) L 1–6, 3–6             | Gick inte vidare          | Gick inte vidare  | Gick inte vidare  | Gick inte vidare  | Gick inte vidare |
| Daniela Hantuchová Janette Husárová | Damdubbel  | i.u.                           | Yan Z / Zheng J (CHN) L 1–6, 6–7(9–11) | Gick inte vidare          | Gick inte vidare  | Gick inte vidare  | Gick inte vidare  | Gick inte vidare |

## Triathlon
| Triathlet   | Gren                | Simning (1,5 km) | Trans 1         | Cykling (40 km) | Trans 2         | Löpning (10 km) | Total tid       | Placering       |
| ----------- | ------------------- | ---------------- | --------------- | --------------- | --------------- | --------------- | --------------- | --------------- |
| Pavel Šimko | Herrarnas triathlon | Fullföljde inte  | Fullföljde inte | Fullföljde inte | Fullföljde inte | Fullföljde inte | Fullföljde inte | Fullföljde inte |

## Tyngdlyftning
- Huvudartikel: Tyngdlyftning vid olympiska sommarspelen 2008